# Guillaume de Mayence
 (décembre 2023).
Si vous disposez d'ouvrages ou d'articles de référence ou si vous connaissez des sites web de qualité traitant du thème abordé ici, merci de compléter l'article en donnant les références utiles à sa vérifiabilité et en les liant à la section « Notes et références ».
Guillaume, né vers 929 et mort le 2 mars 968 à Rottleberode en Saxe, fils de l'empereur Otton Ier du Saint-Empire, fut archevêque de Mayence de 954 à sa mort. 

## Biographie
Fils illégitime d'Otton Ier, sa mère, selon de récentes études, était une noble prisonnière slave, possiblement une sœur de Tugumir, prince des Wendes (Hevelli) à Brandebourg qui a été capturé par le père d'Otton, Henri Ier de Germanie, en 929.
Ayant reçu une formation approfondie, Guillaume est élu archevêque de Mayence le 17 décembre 954, succédant à Frédéric, lequel était tombé temporairement en disgrâce au roi Otton au cours du conflit qui l'a opposée à son fils Liudolf de Souabe. Il reçoit la confirmation du pape Agapet II et le titre de vicaire apostolique du royaume de Germanie, dépendant directement du Saint-Siège. Cela a renforcé sa position hiérarchique de chef religieux envers les archevêques rhénans de Cologne et de Trèves. Le 26 mai 961, ces trois ecclésiastiques oignirent Otton II, élu roi des Romains par la diète de Worms, au cours d'une cérémonie solennelle à la cathédrale d'Aix-la-Chapelle. 
Guillaume reçoit également de son père le titre d'archi-chapelain de l'Empire. C'est pendant son mandat que le Pontificale Romano-Germanicum fut compilé. Il s'est longtemps défendu contre la création de l'archevêché de Magdebourg qui a cependant quand même eu lieu avec l'accord du pape Jean XIII après sa mort en 968. 
Mort à son manoir de Rottleberode, il fut enterré à l'abbaye Saint-Alban devant Mayence.